# Jimmy Briceño
Pour les articles homonymes, voir Briceño.
Briceño  Castro est un nom espagnol. Le premier nom de famille, en général paternel, est Briceño ; le second, en général maternel, souvent omis, est Castro.
Jimmy José Briceño Castro, aussi orthographié Jimmi Briceño ou encore Yimmy Briceño, est un coureur cycliste vénézuélien, né le 15 avril 1986 à Barinas. 

## Biographie
Alors qu'il devait s'engager avec Androni Giocattoli-Venezuela à la suite de sa victoire sur le Tour du Táchira 2014, son passeport biologique ne lui a pas été donné à cause d'un hématocrite anormalement élevé, approchant 63%,. 
À l'automne 2021, il est membre de l'équipe colombienne JB-Flowerpack-Arroz Zulia.

## Palmarès et résultats

### Palmarès par année
- 2007
  - 6ea étape de la Vuelta a Sucre
  - 2e de la Vuelta a Sucre
- 2008
  - 6e étape du Tour du Trujillo
- 2010
  - 11e étape du Tour du Táchira
  - 1re étape du Clásico Virgen de la Consolación de Táriba
  - Tour du Trujillo :
    - Classement général
    - 1re et 3e étapes
- 2011
  - 4e étape du Tour du Trujillo
- 2012
  - Tour du Táchira :
    - Classement général
    - 8e étape

  - 3e et 4ea (contre-la-montre) étapes du Tour du Barinitas
  - 4e étape du Clásico Virgen de la Consolación de Táriba
  - 1reb étape du Tour du Tovar
  - 2e du Tour du Barinitas
  - 2e du Tour du Tovar
- 2014
  - Tour du Táchira :
    - Classement général
    - 5e étape
- 2016
  - Clásico Virgen de la Consolación de Táriba :
    - Classement général
    - 1re étape

  - Clásico JHS :
    - Classement général
    - 1re étape
- 2017
  - 9e étape du Tour du Táchira
  - 2e du Tour du Táchira
- 2018
  - 2e étape du Clásico Los Corrales
- 2019
  - Tour du Táchira
    - Classement général
    - 6e étape

  - Clásico Festividades Chácaras :
    - Classement général
    - 1re étape (contre-la-montre)
- 2023
  - Vuelta a Barinas
- 2024
  - 2e étape du Tour du Táchira

### Classements mondiaux
| Année                                 | 2008 | 2009 | 2010 | 2011 | 2012 | 2013 | 2014 | 2015 | 2016 | 2017 | 2018 | 2019  | 2020  |
| ------------------------------------- | ---- | ---- | ---- | ---- | ---- | ---- | ---- | ---- | ---- | ---- | ---- | ----- | ----- |
| Classement mondial                    |      |      |      |      |      |      |      |      | nc   | 963e | nc   | 1188e | 1269e |
| UCI America Tour                      | 387e | nc   | 235e | nc   | 13e  | 334e | 24e  | nc   | nc   | 58e  | nc   | 159e  | 105e  |
|                                       |      |      |      |      |      |      |      |      |      |      |      |       |       |
| Légende : nc = non classéSource : UCI |      |      |      |      |      |      |      |      |      |      |      |       |       |